# Spinophorosaurus nigerensis
Lo spinoforosauro (Spinophorosaurus nigerensis) è un dinosauro erbivoro appartenente ai sauropodi. Visse nel Giurassico medio (circa 170 milioni di anni fa) e i suoi resti fossili sono stati ritrovati in Africa (Niger). È caratterizzato da una bizzarra coda armata di spine simile a quella degli stegosauri.
La specie tipo, S. nigerensis, finora l'unica assegnata a questo genere, è stata descritta da Remes et. al. nel 2009.

## Descrizione
Questo dinosauro è noto per due esemplari incompleti, che hanno permesso di ricostruire un sauropode dall'aspetto piuttosto particolare: tra i fossili, infatti sono presenti alcuni osteodermi a forma di spina, probabilmente provenienti dalla coda. È probabile, quindi, che Spinophorosaurus possedesse una serie di spuntoni ossei al termine della coda, proprio come quelli degli stegosauri. Il resto del corpo di questo animale non doveva differire molto da quello di altri sauropodi primitivi: il collo e la coda erano moderatamente allungati, e il cranio doveva avere un aspetto alto e relativamente corto. 

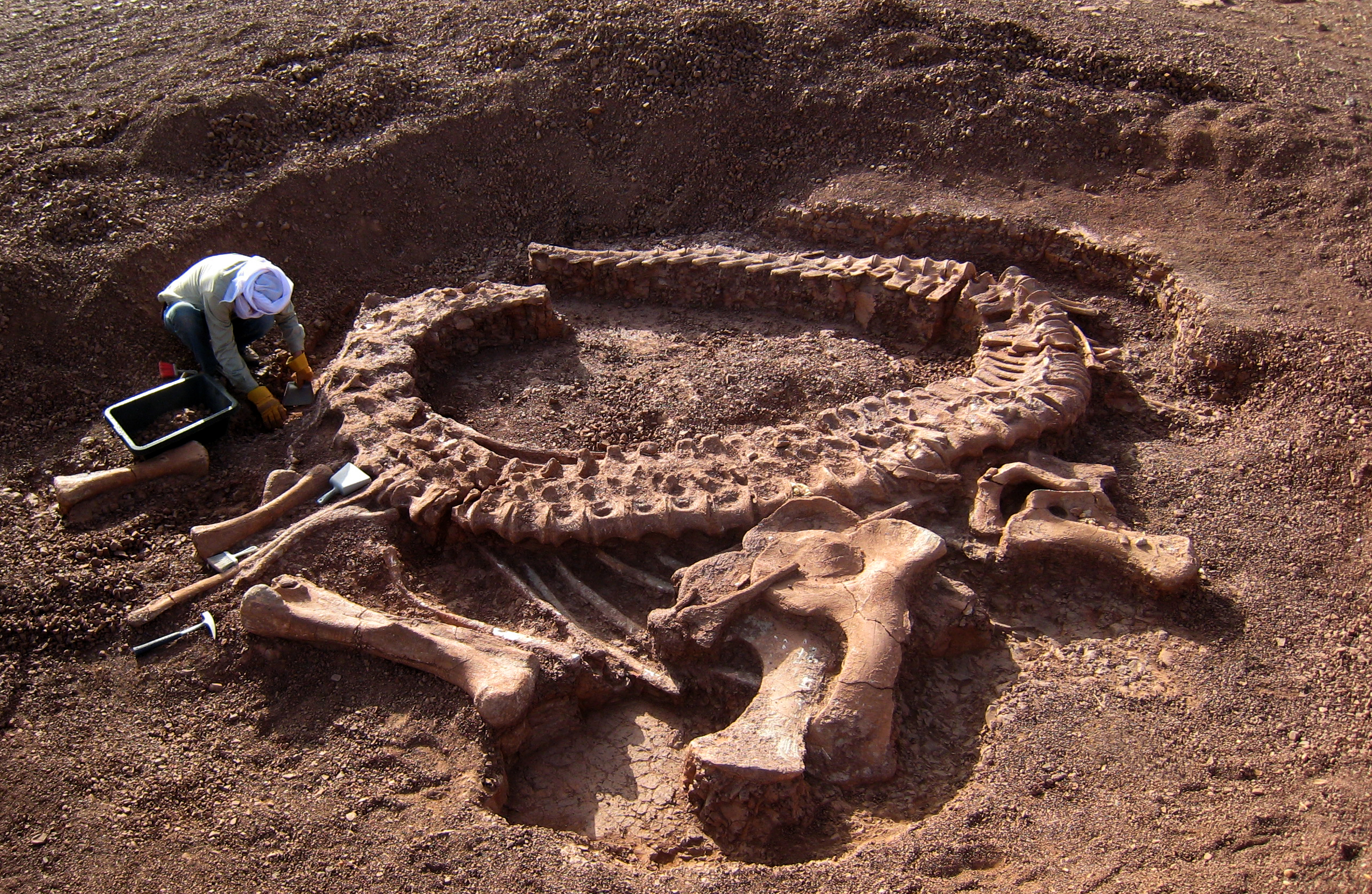
I lavori di scavo dello scheletro di Spinophorosaurus.

## Classificazione
Spinophorosaurus (il cui nome significa “lucertola portatrice di spine”) è considerato dagli autori un sauropode molto primitivo, forse ancestrale al grande gruppo degli eusauropodi, che comprende quasi tutti i sauropodi ben conosciuti. I suoi resti provengono dalla formazione Irhazer, che fino al 2009 era ritenuta appartenere a sedimenti del Cretaceo inoltrato e che ha restituito i resti di altri dinosauri piuttosto primitivi, come Jobaria, Afrovenator e Spinostropheus.